# 김홍전
김홍전(金弘全, 1914년 11월 15일~2003년 7월 6일)은 대한민국의 외교관이자 신학자이며 목사이다. 그는 성경 원어학자로 유명하다. 개혁신학자로서 많은 목회자들에게 영향을 끼쳤다. 호는 허암(虛菴)이다. 신학과 음악에 관한 86권의 책을 저술하였다.

## 생애
김홍전은 1914년 11월 15일 충청남도 서천군 화양면 지사리에서 김영배와 이숙정 사이의 장남으로 태어났다.
신흥중학교를 졸업한 뒤 1932년 서울 경신학교를 졸업한 후, 1934년 도쿄에서 음악 수업을 받았다. 평양에서는 마두원(Dwight R. Malsbary) 선교사에게 작곡과 피아노를 사사하였다. 잡지 『겨자씨』 편집위원을 역임하였고, 군산 멜볼딘 여학교 등지에서 음악을 가르쳤으며, 전주 영생보육학원에서도 강사로 활동하였다. 일제 강점기 말기에는 신사참배 거부로 모든 직책에서 배제되었다.
해방 직후에는 전라북도 교향악단을 조직하여 지휘와 작곡 활동을 하였고, 미군정청 군정지사 전라북도 수석 고문관으로 일했다. 1949년에는 국제기독교협의회(ICCC) 방콕 지역회의 부의장으로 선출되어 파견되었고, 이후 필리핀의 엘피디오 키리노 대통령을 만났다. 한국전쟁 당시 이승만 대통령의 특사로 미국정부에 파견돼 장면 대사와 함께 외교활동을 하였다.
이후 스위스 제네바에서 열린 제2차 총회에서도 한국 전쟁의 참상을 알리는 활동을 벌였다. 미국과 필리핀 등지에서 강연과 방송을 통해 한국의 상황을 알렸으며, 마닐라에서 열린 극동기독교협의회에서는 임시 의장, 헌장기초위원장, 부의장 등을 역임하였다. 그러나 ICCC의 근본주의적 정치 성향과는 거리를 두게 되었다.
1950년부터 1951년까지 미국 델라웨어 주의 Faith 신학교에서 공부하였다. 이어 미시간 주에 위치한 시카고 중앙 음악원(Central Conservatory of Chicago)에서 작곡학을 연구하고, 『Symphony in D minor』로 명예 음악박사 학위를 취득하였다.
1950년대에는 미국 남장로교 선교회 출판부장과 『복된 말씀』 주간으로 일했으며, 한남대학교 전신인 대전 기독학관 학장 고문과 이사회를 역임하였다. 남장로교의 WCC 가입에 반대하여 사임하였다. 민국일보 사장 겸 발행인을 지냈으며, 관동대학 재단이사장, 극동방송 이사장, 외무부 외교자문위원회 위원 등도 역임하였다.
1954년부터 1955년까지는 필라델피아 주에 위치한 Dropsie 대학에서 박사 과정(Ph.D. Candidate)으로 수학하였으며, 1955년에는 이스라엘 정부 및 유대인 기관(The Jewish Agency)의 초청으로 이스라엘에 체류하면서 중동 지역의 문화, 사회, 인류학, 언어 등을 연구하였다. 1956년부터 1957년까지는 미국 버지니아 주의 Union 신학교에서 신학석사와 신학박사 학위를 차례로 취득하였으며, 박사 학위 논문은 「사해사본 속의 메시야 사상(The Messiah Idea in the Dead Sea Scrolls)」이었다.
1963년부터 성경공부를 시작하였고, 1964년 1월 5일 성약교회를 창립하였다. 그해 일본 도쿄, 교토, 홋카이도 등지에서 설교와 신학 강의를 진행하였으며, 일부 강설은 『복음이란 무엇인가』라는 제목으로 일본에서 출판되었다. 또한 대한예수교장로회 표준성경주석 번역위원으로 『이사야서 주석』을 번역하였다. 
1967년 5월부터 1970년 10월까지 도쿄기독교대학 교수로 선교사역을 겸임하였고, 1968년에는 일본에서 영도(榮都) 교회를 시작하였다. 1974년 11월에는 캐나다로 이주하여 토론토 지역에 교회를 세웠으며, 이후 열 차례에 걸쳐 한국을 방문하며 독립개신교회를 돌보았다. 2003년 사망할때까지 목회를 보았다.

## 저서
- 『창세기와 누가복음』

- 『사도행전』

- 『신약 개론』
- 『복음이란 무엇인가』
- 『찬송』

- 『하나님의 백성』(전3권)

- 『사사기 소고』(전3권)

- 『이스라엘 열왕의 역사』(전4권)

- 『예수님의 행적』(전10권)

- 『교회에 대하여』(전4권)
- 『부활절강설』
- 『주께서 쓰시는 사람』
- 『사도행전 강해』(9권)
- 『요한계시록 강해1,2』
- 신앙의 자태 1, 2

## 같이 보기
- 한국의 신학자 목록